# Pinedale (Arizona)
Pinedale è una comunità non incorporata degli Stati Uniti d'America, situato nello stato dell'Arizona, nella contea di Navajo.